# 라퍼스빌–치겔브뤼케 철도 노선
라퍼스빌–치겔브뤼케 철도 노선(Rapperswil–Ziegelbrücke railway line)은 스위스 단일 트랙 표준궤 철도 노선이다. 그것은 1859년 2월 15일에 유나이티드 스위스 철도(Vereinigte Schweizerbahnen, VSB)에 의해 개통된 뤼티에서 글라루스까지의 경로의 일부로 건설되었다.

## 역사
이 노선은 VSB에 인수된 후 1858년 8월 15일에 베치콘에서 뤼티까지 연장되었던 발리젤렌-우스터-라퍼스빌선(글라탈반)의 연장선으로 건설되었다. 이 노선은 무르크-자르간스선과 동시에 개통되었다. 베젠과 무르크 사이의 중간 구간은 1859년 7월 1일까지 완료되지 않았다. 이 노선은 취리히와 쿠어 사이의 거리를 단축시켰다. 장거리 노선으로서의 중요성은 1875년 9월 20일 취리히호 좌안 철도의 스위스 북동 철도(Schweizerische Nordostbahn)가 개통되면서 줄어들었다. 그리고 지겔브뤼케. 결과적으로 라퍼스빌-치겔브뤼케 라인은 복제되지 않았다. 1910년 10월 1일 우츠나흐-바트빌 철도가 개통되면서 라퍼스빌과 우츠나흐 사이의 사용이 증가했다.
라퍼스빌과 우츠나흐 사이의 경로는 1926년 10월 4일 우츠나흐-바트빌 철도의 리켄 터널에서 열차 사고와 관련하여 전기가 공급되어 일산화탄소 중독으로 인한 질식으로 9명이 사망했다. 1927년 5월 7일에 15kV AC 16.7Hz에서 라인의 전철화가 완료되었다. 1933년 5월 15일에 우츠나흐와 치겔브뤼케(린탈까지 계속됨) 사이의 전선에 전기가 공급되었다.

## 노선
라인은 라퍼스빌에서 시메리콘 근처까지 취리히 호수의 상단 끝에 있는 오버제의 오른쪽 제방을 따른다. 동쪽으로 계속 이어지며, 우츠나흐역을 지나 벤켄 방향으로 남서쪽으로 방향을 틀고 벤켄 언덕을 중심으로 동쪽으로 가다가 가스터마트를 거쳐 세니스까지 그리고 치겔브뤼케까지 직선으로 남남서쪽으로 간다. 이 라인에는 주요 엔지니어링 구조가 없다.
부름스바흐 수도원과 슈타펠 근처의 볼링엔 마을 사이의 볼링엔역은 폐쇄되었고, 2004년 시간표 변경에 따라 정기 열차의 정류장으로 대체되었으며, 1980년대에 개보수된 블루메나우의 정류장이 되었다.

## 운행
전체 노선은 라퍼스빌-치겔브뤼케- 슈반덴 노선의 장크트갈렌 S-반 노선 S6에서 매시간 운행된다. 이 서비스는 2013년 12월까지 린탈까지 계속되었다. 우츠나흐에는 바트빌과 장크트갈렌을 향하는 장크트갈렌 S-반의 S4선 연결이 있다. 라퍼스빌-우츠나흐 구간은 시간별 포어알펜 익스프레스 서비스에서 사용된다. 라퍼스빌, 시메리콘과 우츠나흐에 정차한다.
화물 열차는 우츠나흐가 화물 운송을 위해 폐쇄된 2006년 이후로 일반적으로 이 노선을 사용하지 않았다. 그러나 이 노선은 페피콘 – 라렌 -치겔브뤼케 노선 작업을 위한 야간 우회용으로 정기적으로 사용된다.

## 차량
라퍼스빌과 린탈 사이의 지역 서비스는 Ae 3/6 I 및 Ae 4/7 기관차가 견인한 전나무 녹색 열차로 전기화한 후 수십년 동안 운영되었다. 이것들은 1980년대 후반과 1990년대 초반에 노이어 펜델추크(새로운 푸시-풀 기차, NPZ) RBDe 4/4 세트로 대체되었으며, 다채로운 페인트 작업으로 인해 "벌새"라는 별명이 붙었다. 철도 차량은 이제 러시아워에 결합되어 6량 세트를 형성하는 NPZ "도미노 3" 푸시풀 열차로만 구성된다.